# 연료유
연료유(fuel oil)는 석유(원유)를 증류하여 얻은 다양한 분획물 중 하나이다. 이러한 오일에는 증류액(가벼운 부분)과 잔류물(더 무거운 부분)이 포함된다. 연료유에는 중유(벙커유), 선박연료유(MFO), 노유(FO), 경유(경유), 난방유(가정난방유 등), 경유 등이 포함된다.
연료유라는 용어에는 일반적으로 열을 발생시키기 위해 용광로나 보일러에서 연소되거나(가열유) 동력을 발생시키기 위해 엔진에서 사용되는(모터 연료로서) 모든 액체 연료가 포함된다. 그러나 일반적으로 인화점이 약 42°C(108°F)인 액체 오일이나 면화 또는 양모 심지 버너에서 연소되는 오일과 같은 다른 액체 오일은 포함되지 않는다. 보다 엄격한 의미에서 연료유는 원유가 생산할 수 있는 가장 무거운 상업용 연료, 즉 휘발유(휘발유) 및 나프타보다 무거운 연료만을 의미한다.
연료유는 장쇄 탄화수소, 특히 알칸, 시클로알칸 및 방향족 화합물로 구성된다. 프로판, 나프타, 휘발유, 등유에 들어 있는 작은 분자는 상대적으로 끓는점이 낮으며 분별 증류 공정 시작 시 제거된다. 디젤 연료 및 윤활유와 같은 무거운 석유 유래 오일은 휘발성이 훨씬 낮고 더 천천히 증류된다.

## 같이 보기
- 코코넛기름
- 경유
- 휘발유
- 제트 연료
- 등유
- 윤활유